# ملعب أكرا الرياضي
ملعب أوهين دجان (ملعب أكرا الرياضي)، وقد سمي الملعب باسم أوهين دجان أول رئيس للرياضة في غانا، ويتسع الملعب ل40,000 متفرج.
و يلعب نادي أكرا هارتس أوف أواك مبارياته المحلية فيه.
و في كأس الأمم الأفريقية لكرة القدم 2000 استضاف الملعب 9 مباريات.